# NMRK1
NMRK1 (англ. Nicotinamide riboside kinase 1) – білок, який кодується однойменним геном, розташованим у людей на 9-й хромосомі. Довжина поліпептидного ланцюга білка становить 199 амінокислот, а молекулярна маса — 23 193.
| 10         |  | 20         |  | 30         |  | 40         |  | 50         |
| ---------- |  | ---------- |  | ---------- |  | ---------- |  | ---------- |
| MKTFIIGISG |  | VTNSGKTTLA |  | KNLQKHLPNC |  | SVISQDDFFK |  | PESEIETDKN |
| GFLQYDVLEA |  | LNMEKMMSAI |  | SCWMESARHS |  | VVSTDQESAE |  | EIPILIIEGF |
| LLFNYKPLDT |  | IWNRSYFLTI |  | PYEECKRRRS |  | TRVYQPPDSP |  | GYFDGHVWPM |
| YLKYRQEMQD |  | ITWEVVYLDG |  | TKSEEDLFLQ |  | VYEDLIQELA |  | KQKCLQVTA  |

A: Аланін

C: Цистеїн

D: Аспарагінова кислота

E: Глутамінова кислота

F: Фенілаланін

G: Гліцин

H: Гістидин

I: Ізолейцин

K: Лізин

L: Лейцин

M: Метіонін

N: Аспарагін

P: Пролін

Q: Глутамін

R: Аргінін

S: Серин

T: Треонін

V: Валін

W: Триптофан

Кодований геном білок за функціями належить до трансфераз, кіназ. 
Задіяний у такому біологічному процесі, як альтернативний сплайсинг. 
Білок має сайт для зв'язування з АТФ, нуклеотидами, іонами металів, іоном магнію.